# Dʼ Boys
Dʼ Boys био је југословенски и српски синтпоп/поп рок бенд из Београда.

## Историјат

### 1982—1985
Бенд су 1982. године основали Предраг Јовановић (вокал, гитара) и Мишко Михајловски (удараљке и ритам машина). Јовановић је пре тога био певач бенда Луталице, наступао у кафићима у Француској, провео неко време наступајући са рок и џез музичарима из целог света, а био је и вокалиста немачког прогресивног рок и краутрок бенда Јане, са којима је 1980. године издао истоимени албум. Михајловски је пре рада у бенду D' Boys био члан новоталасног/арт рок бенда Козметика и један од музичара који су уређивали часопис Изглед.
Године 1982. Јовановић се вратио у Београд и одлучио да почне са наступима. Након џем сесије одржане током уметничке изложбе стрипара Игора Кордеја, Јовановић и Михајловски одлучили су да започну сарадњу. У почетку је њихов заједнички пројекат био познат као Пеђа и Мишко, а касније као Оксижен, док коначно нису усвојили име Dʼ Boys, што је предложила водитељка музичке ТВ емисије Хит месеца, Дубравка Марковић и њен тадашњи партнер Срђан Гојковић Гиле, члан групе Електрични оргазам.
Бенд је објавио сингл Ми смо Dʼ Boys који је привукао пажњу шире јавности, а након тога почели су да гостују на концертима угледних југословенских музичких група као што су Филм, Боа и Аеродром. Двојац је у почетку негативно критикован од стране музичких критичара, због својих кичастих и неозбиљних текстова који се баве ноћним животом, журкама и девојкама, зачињен типичним београдским шаљивим сленгом. У јесен 1982. године бенду су се придружила два музичара: гитариста Горан Вејвода и бас гитариста Мишко Петровић, познатији као Мишко Плави, претходно члан бенда ВИА Талас. Убрзо након тога Вејвода је напустио бенд и заменио га је Мишко Плави на гитари, док је Драган Гаги Илић, који је раније сарађивао са Слађаном Милошевић постао нови басиста.
Група је на пролеће 1983. године објавила деби албум под називом Ајд 'се зезамо, који је снимљен у сплитском студију Тетрапак, са бившом мис Југославије Аном Сасо на позадинским вокалима. Омот албума дизајнирао је Игор Кордеј. Албум садржи и верзију песме на енглеском језику, под називом We Are D' Boys.
Године 1984. бенд је објавио други студијски албум под називом Мување, који је продуцирао Оливер Мандић, а на албуму су као гости учествовали и чланови бенда Генерација 5, Драган Јовановић (гитара) и Драган Илић (клавијатуре и ритам машина). На албуму се налази обрада песме Роја Орбисона, Oh, Pretty Woman која је преведена као Лепе жене. На албуму се нашла и обрада староградске песме Што (има дана) и Југословенка, која је убрзо постала највећи хит бенда. Током лета 1984. године бенд је наступао у Грчкој, а у овом периоду придружила су му се два нова члана, бубњар Зоран Цоле Миљуш и белгијски гитариста заирског порекла Жан Жак Роскам.
Након што се бенд вратио из Грчке, Михајловски га је напустио и почео да наступа као Мишко D'Boys, а група је променила име у Peđa D'Boy.

### Након распуштања групе
Године 1985. Предраг Јовановић објавио албум Авантура. Касније, Жак Жак Роскам напустио је бенд и придружио се бенду Галија, док је Драган Илић преминуо. Група Peđa D'Boy објавила је албум Лаку ноћ ти мала 1986. године, након чега је Предраг Јовановић кратко време наступао сам, а потом напустио државу.
Мишко Плави формирао је краткотрајну групу под називом Фантазија, која је распуштена након годину дана постојања. Након тога прешао је у бенд Пилоти, где је свирао бас гитару. Предраг Јовановић појавио се 1992. године на ретро концерту бивше југословенске поп и рок музике у Београду. Године 1997. Пеђа је у Лондону снимио нови материјал, који је продуцирао Марк Еванс, укључујући ремикс песме Југословенка. Године 2006. вратио се у Србију и наставио да се бави музиком. Дана 2. децембра 2011. године Мирослав Михајловско је преминуо. Године 2018. албум Mi smo D' Boys: The Very Best Of објавила је издавачка кућа ТИОЛИ рекордс.

## Наслеђе
Српска рок музичарка Викторија снимила је обраду песме Југословенка, која се нашла на њеном албуму Носталгија из 2000. године. Године 2006. песма Mi smo D' Boys нашла се на листи Б92 100 најбољих домаћих песама.

## Дискографија

### Студијски албуми
- Ајд' се зезамо' (1983)
- Мување (1984)

### Компилацијски албуми
- Mi smo D' Boys: The Very Best Of (2018)

### Синглови
- Mi smo D' Boys / Црне очи, плава љубав (1983)